# Canarina
Canarina és un dels diversos gèneres de plantes amb flor de la família de les campanulàcies. El nom prové de les Illes Canàries, d'on és endèmica l'espècie més coneguda a nivell mundial, Canarina canariensis.

## Taxonomia
- Canarina abyssinica Engl. - Nativa d'Etiòpia, creix a l'Àfrica tropical.
- Canarina canariensis (L.) Vatke - Nativa de les Illes Canàries, on és coneguda per Bicácaro en castellà. Sinònims: Campanula canariensis, Canarina campanula, Canarina campanulata i Canarina laevigata'
  - Canarina canariensis "angustifolia" G. Kunkel, caracteritzada per tenir les fulles més estretes
- Canarina elegantissima T.C.E.Fr. - Nativa de les serralades de Kenya
- Canarina eminii Asch. & Schwernf. - Distribuïda per l'Àfrica tropical
- Canarina molucanna Roxb. - Originària de les illes Moluques
- Canarina zanguebar Lour. - Creix a l'Àfrica tropical